# Lex Flavia Malacitana
La Lex Flavia Malacitana, también conocida como Lex Malacae, era un compendio de estatutos jurídicos que establecían el paso de la ciudad de Malaca (Málaga) de ciudad federada a municipio de derecho Latino menor dentro del Imperio romano. Esta concesión de ciudadanía se materializó entre los años 81 y 96 y se grabó en cinco tablas de bronce, de las cuales solamente se conserva una. Esta forma parte de los fondos del Museo Arqueológico Nacional de España. 
En diciembre de 2016 se llevó una petición al Congreso de los Diputados para que la tabla fuera devuelta a Málaga coincidiendo con la apertura del Museo de Málaga, a lo cual el Ministerio de Cultura respondió, con fecha 12 de marzo de 2018 y después de un estudio, negando el traslado, ni siquiera de manera temporal.

## Historia
La romanización de Málaga fue, como en la mayoría del sur de la Hispania Ulterior, pacífica y llevada mediante pactos, foedus aequum, de cierta amistad e igualdad. Durante esta época, el Municipium Malacitanum era un lugar de tránsito e intercambio dentro de la Vía Hercúlea, dinamizadora de la ciudad tanto económica como culturalmente, al comunicarla con otros asentamientos del interior de Hispania y con los demás puertos del Mediterráneo.
Tras las guerras civiles que se produjeron en el Imperio en 68-69 (el llamado "año de los cuatro emperadores"), resultó vencedor Vespasiano, fundador de la dinastía Flavia, quien contaba con buenos aliados en Hispania. En el año 74 la ciudad de Malaca pudo pedirle a dicho emperador que se le otorgara la Lex Flavia, al amparo de la concesión de la latinidad a toda Hispania. Sin embargo, esta concesión de ciudadanía no se materializó hasta algún momento entre los años 81 y 96, ya bajo el gobierno de Domiciano, el cual es citado dentro de los juramentos del texto.

## Descubrimiento
Las tablas fueron halladas en el año 1851, en la zona del Monte de El Ejido, en la ciudad de Málaga por unos trabajadores de la zona cuya pretensión inicial era la venta de estas piezas como metal viejo a la familia Luque, broncistas. Antes de que fuesen fundidas, la noticia de la existencia de dichas tablas llegó a oídos del matrimonio malagueño formado por Amalia Heredia Livermore y Jorge Loring Oyarzábal, quienes adquirieron las tablas con el fin de iniciar así una colección arqueológica. Con posterioridad, Manuel Rodríguez de Berlanga y Rosado, cuñado de Jorge Loring, estudió, tradujo y divulgó entre los especialistas la Lex Flavia Malacitana, trabajos por los que fue nombrado caballero de la Orden de Isabel la Católica.
Durante años, estas tablas fueron expuestas en el Museo Loringiano de la finca de la Concepción, pero los Loring decidieron vender su colección de bronces jurídicos al Estado para evitar de este modo que este valioso hallazgo se dispersara tras su muerte. Así pasaron a formar parte de los fondos del Museo Arqueológico Nacional. Actualmente, el Ayuntamiento de la ciudad posee una copia de dichas tablas, que expone en su Salón de Plenos. También puede contemplarse una copia expuesta en el Palacio de la Aduana de Málaga.

## Descripción de la Lex Flavia Malacitana

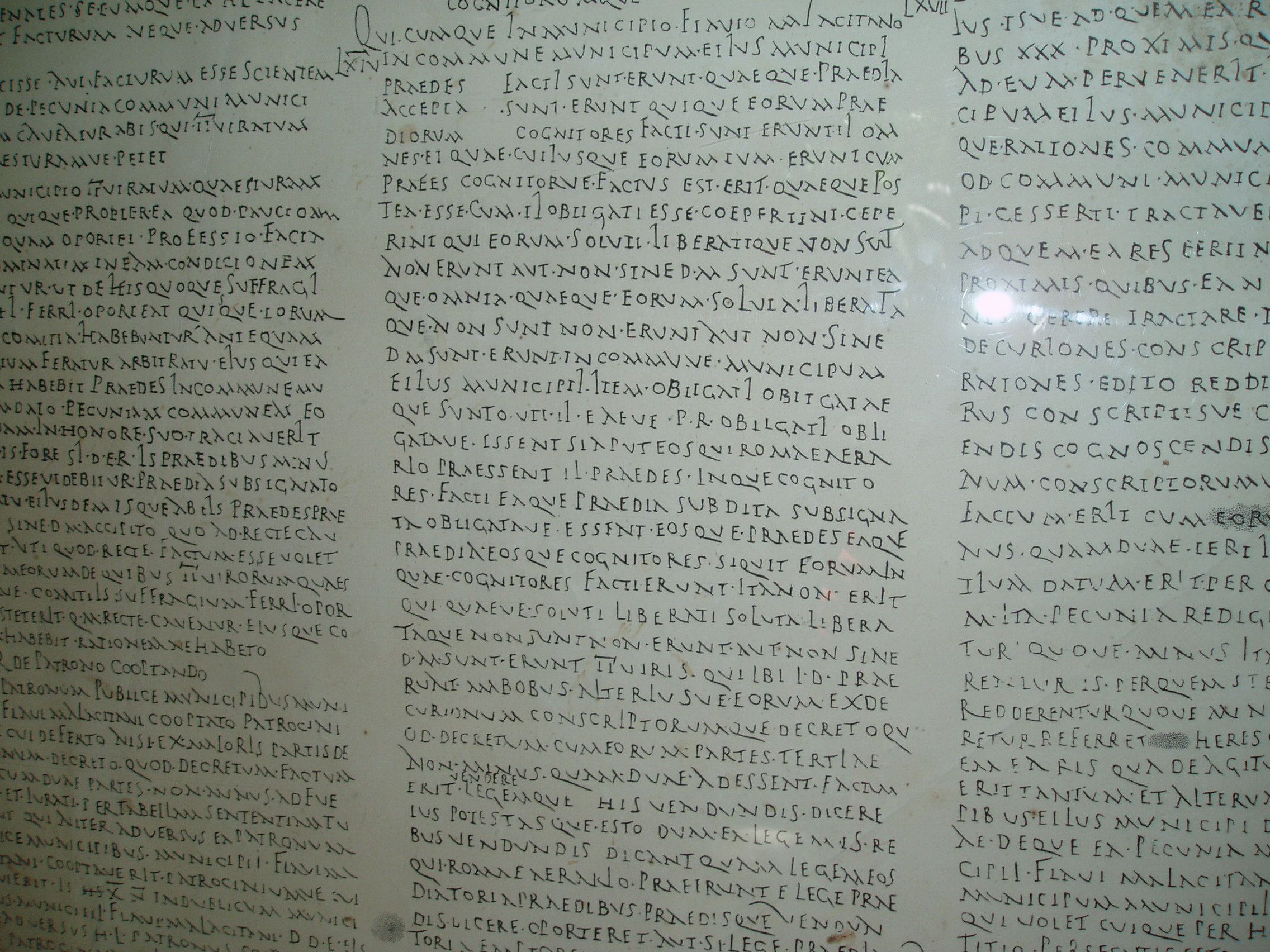
Reproducción de la Lex Flavia Malacitana en el Museo Loringiano de Málaga.

Estas tablas municipales solían colocarse en un lugar destacado del foro, que constituía el centro político y religioso de las ciudades, con el objetivo de que todos los ciudadanos conocieran las normas del municipio.  
Originalmente compuesta por cinco tablas de bronce, sólo se conserva una de ellas que mide unos 89 cm de alto por 122 cm de ancho y tiene un grosor entre 0.9 cm (izquierda) y 0.5 cm (derecha). Los bordes superior e inferior son irregulares, mientras que los laterales son lisos, aunque las medidas totales con el marco  llegan a 94 cm por 130 cm y su peso es de 90 kg. La grabación del texto parece haber sido realizada antes de montar el marco, ya que hubiera sido un estorbo a la hora de manejar el buril. 
El texto contiene parte de la versión de la Lex Latii dada por Domiciano al nuevo Municipio Flavio de Malaca, conservándose desde el capítulo 51 hasta el 66.
Cada capítulo va precedido por su título, sangrado e introducido por una rúbrica. La primera línea de cada capítulo sobresale por la izquierda y empieza con una o dos letras más grandes o entrelazadas; debajo de ellas está el número del capítulo. Abundan las letras de gran tamaño, de las cuales algunas, como la I, T y L, son difíciles de distinguir. Algunas palabras olvidadas se añadieron en letras más pequeñas. Los signos de interpunción son pequeños triángulos colocados de manera poco sistemática. Conserva restos de pintura blanca, con la cual era frecuente destacar las letras en los bronces. El nombre de Domiciano fue borrado después de su muerte a causa de la damnatio memoriae ordenada por el Senado al advenimiento de Nerva. 

## Contenido
La Lex Flavia Malacitana, en su estado actual, como se ha dicho, solamente conserva los diecinueve capítulos referidos al sistema y procesos de acceso a las magistraturas. Se encuentran en ella, por lo tanto, el procedimiento de elección y votación de los magistrados por las asambleas populares; la designación de patronos municipales; así como normas de gestión de fondos públicos. Se evidencia una organización censitaria, la cual distribuye las obligaciones y los derechos en función de la capacidad económica de los ciudadanos.
Una parte de la ley coincide casi literalmente con los dos fragmentos hispalenses de la Lex Salpensana (relativa a Utrera) y la Lex Irnitana que tratan de la obligación de restituir los fondos de la caja municipal, así como de la rendición de cuentas ante los decuriones por negocios hechos como fondos públicos. A semejanza de la ley de Salpensa, son frecuentes las interpolaciones del texto primitivo, la Lex Flavia municipal.
El carácter urbano del Imperio romano es evidente en sus disposiciones, por ejemplo, la provisión de que los propietarios de edificios destruidos con o sin motivo suficiente, deberían reconstruirlos en un año o afrontar una multa; o que las obras iniciadas serían objeto de información pública mediante tablillas o carteles en las calles. También el carácter de las ciudades federadas, las cuales podían hacer uso de su propio ordenamiento jurídico, se manifiesta en el hecho de que los ciudadanos de Malaca podían presentar a sus candidatos a ediles locales sin necesidad de tener en cuenta las designaciones imperiales. Las tablas mencionan, también, aspectos relacionados con el culto imperial.